# Popowia cyanocarpa
Popowia cyanocarpa är en kirimojaväxtart som beskrevs av Karl Lauterbach och Karl Moritz Schumann. 
Popowia cyanocarpa ingår i släktet Popowia och familjen kirimojaväxter. Inga underarter finns listade i Catalogue of Life.